# Isak N Jiyeon
Isak N Jiyeon (hangul: 이삭 N 지연) fue un dúo musical femenino surcoreano formado por SM Entertainment en 2002. El dúo lanzó un álbum, Tell Me Baby, el 3 de septiembre de 2002, antes de disolverse dos años después debido a que ambas cantantes querían continuar con sus carreras en solitario. Más tarde, Jiyeon (cuyo nombre artístico actual es Lina) se unió a un nuevo grupo femenino de SM, The Grace, que debutó en 2005, mientras que Isak se fue de SM en 2012 y continuó haciendo una variedad de trabajos, como ser DJ para Arirang TV, y trabajar como presentadora para varias cadenas.

## Miembros
- Lee Jiyeon (이지연)
- Kim Isak (김이삭)

## Discografía

### Álbumes de estudio
- Tell Me Baby, lanzado el 3 de septiembre de 2002

### Recopilatorios
- 2003 Summer Vacation in SMTOWN.com
- 2004 Summer Vacation in SMTOWN.com